# Kwêvoël
Kwêvoël – opancerzony południowoafrykański samochód ciężarowy, z dużą odpornością na wybuchy min lądowych, bazujący na podwoziu SAMIL 100. Pojazd służył do przewozu zaopatrzenia między bazami. Kabina kierowcy jest chroniona najgrubszym pancerzem, a reszta pojazdu jest ze zwykłej stali. Przestrzeń ładunkowa jest odkryta.